# Roman Fosti
Roman Fosti (ur. 6 czerwca 1983) – estoński lekkoatleta specjalizujący się w biegu maratońskim, uczestnik mistrzostw Europy w 2018 roku oraz igrzysk olimpijskich w 2016 roku. 

## Kariera
Wziął udział w igrzyskach w Rio de Janeiro, biegnąc w maratonie. Zajął 61. miejsce, uzyskując czas 2:19:26. Uczestniczył także w mistrzostwach Europy rozgrywanych w Berlinie. Zajął w nim 17. miejsce z czasem 2:17:57.